# ملعب توشيغي غرين
ملعب توشيغي غرين (باليابانية: 栃木県グリーンスタジアム) ، هو ملعب كرة القدم في اليابان، أسس سنة 1993م حيث يتسع 18,025 مقعداً.

## وصلات خارجية
- Official Site at J. League Web